# 피코 알렉산더
피코 알렉산더(Pico Alexander, 1991년 6월 3일 ~ )는 미국의 연극 배우, 텔레비전 배우이다.
브루클린에서 태어났다.

## 영화
- 핫 에어 (2018년)
- 워 머신 (2017년) - 트레이 완델라 역
- 러브, 어게인 (2017년) - 해리 역
- 인디그네이션 (2016년)
- 모스트 바이어런트 (2014년)